# West Garo Hills
Der Distrikt West Garo Hills ist ein Distrikt im indischen Bundesstaat Meghalaya. Verwaltungssitz ist die Stadt Tura.

## Geografie
Der Distrikt West Garo Hills liegt im Westen Meghalayas an der Grenze zu Bangladesch. Die Fläche des Distrikts beträgt 2855 Quadratkilometer. Nachbardistrikte sind die Distrikte North Garo Hills im Nordosten, East Garo Hills im Osten, South Garo Hills im Südosten und South West Garo Hills im Westen. Im Westen, Nordwesten und Norden grenzt der Distrikt an den indischen Bundesstaat Assam und im Süden an Indiens Nachbarstaat Bangladesch.

## Geschichte
Der Distrikt entstand am 7. August 2012 bei der Teilung des damaligen Distrikts West Garo Hills. Die C.D. Blocks Betasing (alle Gemeinden; 72.103 Einwohner) und Zikzak (alle Gemeinden; 74.602 Einwohner), 11 Gemeinden des C.D. Blocks Dalu (mit 2875 der 54.095 Einwohnern des C.D. Blocks), 25 Gemeinden des C.D. Blocks Gambegre (mit 6777 der 33.546 Einwohnern des C.D. Blocks), die Gemeinde Angalgre des C.D. Blocks Rongram (mit 153 der 133.756 Einwohnern des C.D. Blocks) und 41 Gemeinden des C.D. Blocks Selsella (mit 15.985 der 175.206 Einwohnern des C.D. Blocks) trennten sich vom bisherigen Distrikt West Garo Hills ab und bildeten den neuen Distrikt South West Garo Hills.

## Bevölkerung
Nach der Volkszählung 2011 hat der Distrikt West Garo Hills 470.796 Einwohner. Bei 165 Einwohnern pro Quadratkilometer ist der Distrikt dicht besiedelt. Von den 470.796 Bewohnern wohnten 395.938 Personen (84,10 Prozent) in Landgemeinden und 74.858 Menschen in städtischen Gebieten.
Der Distrikt West Garo Hills ist mehrheitlich von Angehörigen der „Stammesbevölkerung“ (scheduled tribes) besiedelt. Zu ihnen gehörten (2011) 335.841 Personen (71,33 Prozent der Distriktsbevölkerung). Zu den Dalit (scheduled castes) gehörten 2011 nur 6715 Menschen (1,43 Prozent der Distriktsbevölkerung).

### Bedeutende Orte
Im Distrikt West Garo Hills gibt es mit der Stadt Tura nur eine einzige städtische Siedlung.

### Bevölkerung des Distrikts nach Geschlecht
Von den 470.796 Bewohnern waren 237.024 (50,35 Prozent) männlichen und 233.772 weiblichen Geschlechts. Dies ist typisch für Indien, wo gewöhnlich ein deutliches Mehr an Männern vorherrscht.

### Bevölkerung des Distrikts nach Sprachen
Etwa 67 Prozent der Einwohner des Distrikts sind Garo. Rund 20 Prozent der Bevölkerung sprechen Bengali. Die drei dem Hinduismus angehörenden Völker der Rabha, Hajong (je rund 3 Prozent) und Koch (rund 2 Prozent) zählen gesamthaft rund 8 Prozent der Bewohner. Hinzu kommen kleinere sprachliche Minderheiten, die Assamesich, Hindi und Nepali sprechen. Auch diese Sprachgruppen, die zusammen rund 20.000 Personen zählen, sind überwiegend Hindus.

### Bevölkerung des Distrikts nach Bekenntnissen
In den letzten 100 Jahren ist die Mehrheit der einheimischen Bevölkerung zum Christentum übergetreten. Heute sind etwa 62 Prozent der Einwohner Christen. Doch gibt es durch die starke Zuwanderung aus anderen Teilen Indien und aus Bangladesch bedeutende religiöse Minderheiten. Je etwa 80.000 Menschen (je rund 17 Prozent der Einwohner) sind Hindus und Muslime.

## Bildung
Das Ziel der vollständigen Alphabetisierung ist noch weit entfernt. Von den 387.900 Personen in einem Alter von sieben Jahren und mehr können 260.911 (67,26 Prozent) lesen und schreiben. Für indische Verhältnisse normal ist der deutliche Unterschied zwischen den Geschlechtern und das Stadt−/Landgefälle. So können 93 Prozent der Männer in der einzigen Stadt (Tura) lesen und schreiben. Aber nur knapp 57 Prozent der Frauen in den ländlichen Gemeinden.  Einen Überblick über die Verhältnisse gibt folgende Tabelle:
| Alphabetisierung im Distrikt West Garo Hills |                   |                   |
| Einheit                                      | Volkszählung 2011 | Volkszählung 2011 |
| Einheit                                      | Anzahl            | Anteil            |
| GESAMT                                       | 260.911           | 67,26 %           |
| Männer                                       | 140.297           | 71,92 %           |
| Frauen                                       | 120.615           | 62,55 %           |
| STADT GESAMT                                 | 60.254            | 91,33 %           |
| Stadt-Männer                                 | 30.418            | 93,17 %           |
| Stadt-Frauen                                 | 29.836            | 89,53 %           |
| LAND GESAMT                                  | 200.657           | 62,33 %           |
| Land-Männer                                  | 109.879           | 67,65 %           |
| Land-Frauen                                  | 90.779            | 56,92 %           |
| Quelle: Ergebnis der Volkszählung 2011       |                   |                   |

## Verwaltung
Der Distrikt hat mit Dadenggiri und Raksamgre zwei Sub-Divisions, die mit Dadenggiri, Dalu, Gambegre, Rongram, Selsella und Tikrikilla in sechs Community Development Blocks (C.D. Blocks; Unterbezirke) weiter unterteilt sind.